# Arsen Ghazaryan
Arsen Ghazaryan (em armênio/arménio:  Արսեն Ղազարյան; Ararate, 15 de fevereiro de 1978) é um ex-ciclista olímpico armênio. Ele representou sua nação na prova de estrada individual nos Jogos Olímpicos de Verão de 1996, em Atlanta.